# Jesús Ezquerra
Jesús Ezquerra Muela (Adal-Treto, 30 november 1990) is een Spaans voormalig wielrenner. Na zijn loopbaan als beroepsrenner werd Ezquerra ploegleider bij Burgos-Burpellet-BH.

## Carrière
In 2013 won Ezquerra met zijn ploeg de ploegentijdrit in de Ronde van Tsjechië, waarna hij achter Sean De Bie op de tweede plaats in het algemeen klassement stond. In 2016 behaalde de Spanjaard zijn eerste profoverwinning door de achtste etappe in de Ronde van Portugal op zijn naam te schrijven.

## Overwinningen
2013
1e etappe Ronde van Tsjechië (ploegentijdrit)
2016
8e etappe Ronde van Portugal

## Resultaten in voornaamste wedstrijden
| Jaar | Ronde van Italië | Ronde van Frankrijk | Ronde van Spanje |
| ---- | ---------------- | ------------------- | ---------------- |
| 2018 |                  |                     | 98e              |
| 2019 |                  |                     | 120e             |
| 2020 |                  |                     | 89e              |
| 2021 |                  |                     |                  |
| 2022 |                  |                     | 68e              |
| 2023 |                  |                     | 89e              |

| Jaar | Clásica San Sebastián |  | WK op de weg |  | Wereldranglijsten |
| ---- | --------------------- |  | ------------ |  | ----------------- |
| 2018 | 47e                   |  |              |  | 740e (UWR)        |
| 2019 | opgave                |  |              |  | 1882e (UWR)       |
| 2020 |                       |  |              |  |                   |
| 2021 |                       |  |              |  |                   |
| 2022 |                       |  | 75e          |  |                   |
| 2023 |                       |  | opgave       |  |                   |

## Persoonlijk
Jesús Ezquerra baarde opzien door tijdens de slotrit van de Ronde van Spanje van 2019 zijn vriendin Soraya Puente ten huwelijk te vragen. Op 72 kilometer van de finish liet Ezquerra zich afzakken naar de ploegauto van Burgos-BH met in zijn kielzog een cameramotor en een motard van televisieomroep Radiotelevisión Española. Uit de zakken achter op zijn paars-rode tenue toverde hij een doosje tevoorschijn, dat hij vervolgens aan zijn vriendin gaf die op de achterbank van de volgwagen zat. Vol ongeloof nam ze het doosje aan, waarna Ezquerra haar ten huwelijk vroeg. In het doosje zat immers een verlovingsring, waarna ze volmondig ‘ja’ zei tegen het romantische aanzoek van haar Spaanse partner, die enige tijd later aan de afsluitende rondes door Madrid begon.

## Ploegen
- 2012 –  Leopard-Trek Continental Team
- 2013 –  Leopard-Trek Continental Team
- 2014 –  ActiveJet Team
- 2015 –  ActiveJet Team
- 2016 –  Sporting/Tavira
- 2017 –  Sporting/Tavira
- 2018 –  Burgos-BH
- 2019 –  Burgos-BH
- 2020 –  Burgos-BH
- 2021 –  Burgos-BH
- 2022 –  Burgos-BH
- 2023 –  Burgos-BH
- 2024 –  Burgos-BH

Bernas · Bodnar · Brylowski · Dąbkowski · Ezquerra · Franczak · González · Gradek · Mickiewicz · Muntaner · Owsian · Podlaski
Cabedo · Cubero · Ezquerra · González · Herklotz · Langellotti · López · Mamykin · Mendes · Merino · Mitri · Robredo · Rubio · Salas · Sessler · Simón · Torres
Bico · Bol · Cabedo · Cubero · Ezquerra · Fernandes · Fuentes · Gibson · Langellotti · López · Madrazo · Mitri · Peñalver · Robredo · Rubio · Sessler · Sureda · Vilela
Aparicio · Bol · Cabedo · Díaz (vanaf 3/6) · Domingues · Ezquerra · Fuentes · Langellotti · López-Cózar · Madrazo · Molenaar · Moreno · Muller · Navarro · Okamika · Orts · Pelegrí · Peñalver · Räim · Rubio · Sánchez · Fernández (stagiair) · Franco (stagiair) · Martin (stagiair)
Alleno · Álvarez · Angulo · Aparicio · Ardila (tot 23/8) · Barthe · Bol · Díaz · Ezquerra · Fagundez · M. Fernández · Franco · Fuentes · Langellotti · Madrazo · Mora (vanaf 9/5) · Navarro · Okamika · Orts · Pelegrí · Peñalver · Sánchez · Delgado (stagiair) · S. Fernandez (stagiair)
Alleno · Álvarez · Angulo · Aparicio · Bol · Bouglas · Chumil · Delgado · Díaz · Ezquerra · Fagundez · Fernandez · Franco · Fuentes · Gate · Jackson · Langellotti · Mora · Okamika · Pelegrí · Sainbayar · Vacek · Bennassar (stagiair) · Cabedo (stagiair) · Rey (stagiair)